# مایک استاینز
مایک استاینز (انگلیسی: Mike Staines؛ زادهٔ  (۰ سال)) ورزشکار روئینگ اهل ایالات متحده آمریکا است.
وی در مسابقات کشوری و بین‌المللی در مجموع برندهٔ ۱ مدال نقره شده‌است.